# Historia de Unionistas de Salamanca Club de Fútbol

## Sistema de gobierno
Unionistas de Salamanca, como club democrático que es, tiene como órganos principales de la entidad la Asamblea General, la Junta Directiva, la Comisión General de Auditoría y la Comisión de Supervisión.

### La Asamblea General
Es el órgano supremo de representación del club. Está formado por todos los socios del club. Los socios menores de edad, y aquellos que tengan una antigüedad menor de 1 año como socios, pueden participar en las reuniones de la Asamblea General, pero no pueden participar con su voto en la toma de decisiones. Los miembros de la Comisión de Supervisión y los de la Sociedad de Honoríficos no podrán tomar la palabra en ella, aunque sí podrán participar con su voto en la toma de decisiones.
La Asamblea General puede ser ordinaria o extraordinaria. La Asamblea General Ordinaria se reunirá, al menos, una vez al año, en el trimestre siguiente al cierre del ejercicio. La Asamblea Extraordinaria se celebrará cuando las circunstancias lo aconsejen, a propuesta de la Presidencia, por acuerdo de la Junta Directiva o a petición por escrito de, al menos, el 10% de los asociados.
En todo caso, a la conclusión de la temporada deportiva,en el trimestre siguiente al cierre del ejercicio, deberá celebrarse una Asamblea General Ordinaria, que deberá incluir la posibilidad de formular ruegos y preguntas, y que será convocada por el presidente de la Junta Directiva en la ciudad de Salamanca.
Son funciones de la Asamblea General:
a) Aprobar, si procede, la memoria y la liquidación del ejercicio anual, el balance y
rendición de cuentas, así como el presupuesto de ingresos y gastos.
b) Conocer, discutir y aprobar, en su caso, la gestión y propuestas de la Junta Directiva.
c) Estudiar y resolver las proposiciones formuladas por los socios, que deberán firmar y ser presentadas con siete días naturales de antelación a la celebración de la Asamblea.
d) Señalar las condiciones y formas de admisión de nuevos socios y acordar la cuantía de la cuota que han de satisfacer los asociados.
e) Aprobar los Reglamentos de Régimen Interior del Club, y las modificaciones de los mismos, así como las del presente Estatuto.
f) Autorizar la enajenación de los bienes del Club, la toma de dinero a préstamo y la emisión de títulos transmisibles representativos de deuda.
g) Acordar en su caso, la remuneración de los miembros del órgano de representación.
h) Aprobar la disolución del Club, así como el nombramiento de liquidadores.
i) Acordar la solicitud de declaración de utilidad pública.
j) Aprobar la cesión temporal de poderes a la Comisión Gestora para que actúe como Junta Directiva, en ausencia de ésta, o prorrogar dicha cesión por un período determinado.
Los apartados d), e), f), h), i) serán competencia de Asamblea General Extraordinaria.

### La Junta Directiva
La Junta Directiva como órgano de gobierno del Club, ejecutará los acuerdos adoptados por la Asamblea General y ejerce las funciones que este Estatuto le confiere. Estará formada por un número de miembros, que deberán ser socios de pleno derecho, no inferior a tres, mayores de edad, en pleno uso de los derechos civiles y no estarán incursos en incompatibilidad establecida en le legislación vigente. Al frente de la cual estará un Presidente.
En especial corresponde a la Junta Directiva:
a) Dirigir la gestión del Club, velando por el cumplimiento de su objeto social.
b) Crear las Comisiones o Grupos de Trabajo que se considere necesarias.
c) Nombrar las personas que hayan de dirigir las distintas comisiones o áreas de participación, así como organizar y fomentar todas las actividades deportivas del Club.
d) Formular el inventario, memoria y presupuesto anual que hayan de ser sometidos a la aprobación de la Asamblea.
e) Proponer la reforma del Reglamento de Régimen Interior, fijar las normas para el uso de las instalaciones y tarifas correspondientes.
f) Mantener el orden y la disciplina en el Club, y velar por el comportamiento deportivo en los encuentros y competiciones en los que participe.
La Junta Directiva será elegida democráticamente por todos los socios que tengan derecho, mediante sufragio libre, igual, directo y secreto.
Las elecciones se celebrarán cada tres años.
La realización de este proceso electoral se efectuará conforme al Reglamento que apruebe la Asamblea General que deberá ajustarse a principios democráticos.
El Presidente tiene las siguientes atribuciones:
a) Ostentar la representación legal de la entidad.
b) Convocar, presidir y levantar las sesiones de la Asamblea General y de la Junta Directiva, dirigiendo sus deliberaciones.
c) Ejecutar sus acuerdos, pudiendo decidir con voto de calidad en caso de empate.
d) Ordenar los pagos por cuenta del Club.
e) Autorizar con su firma los documentos, actas y correspondencia.
f) Adoptar cualquier medida urgente, que resulte necesaria, sin perjuicio de dar cuenta posteriormente a la Junta Directiva.
g) Velar por los fines del Club y de su cumplimiento.
El Vicepresidente tendrá las facultades de sustituir al Presidente en caso de ausencia, enfermedad o cese, y aquellas que le delegue el propio Presidente o le atribuya la Asamblea General.
El Secretario cuidará del archivo de la documentación, redactará cuantos documentos afecten a la marcha administrativa del Club y llevará el libro de Registro de Asociados y Libros de Actas, así como otros que fueran de su competencia.
El Tesorero es el depositario del Club, llevará los libros de contabilidad, firmará los recibos, autorizará los pagos y efectuará los mismos con la firma mancomunada del Presidente. Durante el primer mes del año, formalizará un balance de situación y las cuentas de ingresos y gastos, que pondrá en conocimiento de todos los asociados.
Los Vocales de la Junta Directiva del Club tendrán las obligaciones propias de su cargo, así como aquellas otras que se les encomiende, por delegación o por comisión de trabajo.
Todos los cargos son gratuitos y carecen de interés en los resultados económicos de la explotación por sí mismos o por persona interpuesta.

## Primer Mandato de Javier Tejedor (26/08/2013-15/04/2014)

### Temporada 2013-14: duelo por la UDS y creación de USCF
La Unión Deportiva Salamanca, equipo histórico de fútbol masculino de la ciudad, fue disuelta por resolución judicial el 18 de junio de 2013 debido a sus graves problemas económicos. Tras este hecho, los miembros de la Plataforma de Aficionados Unionistas quienes en los meses precedentes intentaron evitar la desaparición de la Unión Deportiva Salamanca, propusieron crear un nuevo equipo a los seguidores y simpatizantes blanquinegros con el objetivo de servir de homenaje a la UDS y mantener vivo su recuerdo, siempre sin suplantar su identidad ni hacerse pasar por ella.
La propuesta se materializó el 26 de agosto de 2013. Los proponentes acordaron nombrar de forma consensuada como presidente en funciones a Javier Tejedor, uno de los miembros más activos de la PAU. Tejedor fue investido y juró su cargo como presidente de Unionistas ese mismo día. El juramento que prestó fue el siguiente: "Juro por mi conciencia y honor cumplir fielmente las obligaciones del cargo de Presidente de Unionistas de Salamanca Club de Fútbol, con lealtad a la Unión Deportiva Salamanca, y guardar y hacer guardar los Estatutos del club como norma fundamental de la entidad, así como mantener el secreto de las deliberaciones de la Junta Directiva".
Se decidió guardar una temporada de luto sin salir a competir, destinando ese tiempo a fortalecer la estructura del club y buscar todos los apoyos económicos y sociales posibles. Se creó un grupo de voluntarios, aún vigente en la actualidad, organizado en comisiones de trabajo. En los primeros meses de existencia, Unionistas contó con el apoyo de varias personalidades como Vicente del Bosque y Dani Rovira, quienes se hicieron socios del mismo.
Las primeras elecciones a la presidencia de Unionistas fueron convocadas el 24 de marzo de 2014 por el presidente en funciones, Javier Tejedor. A ellas concurrió únicamente la candidatura que encabezaba el presidente saliente. En consecuencia, las elecciones previstas para el sábado 26 de abril nunca llegaron a celebrarse y el 15 de abril Javier Tejedor juró por segunda vez como presidente de Unionistas por un período de 3 años.

## Segundo Mandato de Javier Tejedor (15/04/2014-18/04/2017)
Tras la elección de la Junta Directiva en abril, Unionistas inició la búsqueda de un estadio donde disputar sus partidos como local.

### Temporada 2014-15: el debut
El 31 de julio, el Ayuntamiento de Salamanca ofreció la posibilidad de que los partidos se jugasen en el Estadio Municipal Rosa Colorado, conocido popularmente como "La Sindical", y convirtiéndose en el primer emplazamiento del club. El horario de competición se limitó al domingo de 16:00 a 21:00, a excepción de los partidos aplazados (que se jugarían a las 21:00) y de las jornadas en horario unificado que se jugarían el día y hora que marcase la Federación.
Se completó la contratación de la plantilla que formaría el equipo, hecho que ya había venido produciéndose desde varios meses antes debido a la inactividad deportiva durante el año precedente. 
Unionistas fue inscrito oficialmente el 2 de septiembre de 2014 por la Federación de Castilla y León de Fútbol en la Provincial de Salamanca, última división del fútbol salmantino. El 3 de septiembre se abría la primera pretemporada del club disputando un amistoso contra la UD Santa Marta en su estadio y cayendo derrotados por 1-0. Durante los meses de septiembre y octubre el club continuó su pretemporada, jugando distintos partidos amistosos.  
El objetivo declarado de la entidad para la primera temporada fue la consecución del campeonato de Provincial y el correspondiente ascenso a categoría Regional. En la primera jornada Unionistas descansó y acabó la jornada en sexta posición. En la segunda jornada, el 26 de octubre de 2014, Unionistas debutó en partido oficial visitando al Carbajosa B y venciendo por 0-3 con tantos de Rubio, Nacho Sánchez y Sergio Alba. Unionistas remontó hasta la tercera posición aprovechando las derrotas de otros equipos, aunque siguió a tres puntos del ascenso.  
En la tercera jornada debutó en casa en partido oficial contra el Hergar B, goleando por 8-0 y transmitiendo muy buenas sensaciones. No obstante, Unionistas siguió a tres puntos del ascenso, aunque ascendía a la segunda plaza debido a la derrota del Guijuelo B en Alba de Tormes. En la cuarta jornada, tras la victoria en Pizarrales por 0-3, el equipo consiguió el liderato debido a la derrota del Hergar en Guijuelo. El Hergar pasó a ser segundo, aunque empatado a puntos y con un partido menos. Igualmente, con los mismos puntos siguieron Monterrey y Guijuelo B. A partir de la quinta jornada, el equipo consolidaría su posición de privilegio como líder, derrotando sucesivamente al Cantalapiedra en casa (3-0), al Guijuelo B a domicilio en la sexta jornada (0-3) y al Hergar en casa en la séptima jornada (3-2). Ya en la quinta jornada, se quedaban solos Unionistas y Monterrey empatados a puntos, situación que se prolongó hasta su enfrentamiento en liga. 
En la octava jornada ambos equipos se enfrentaron entre sí, y Unionistas derrotó al Monterrey por 2-3 en el campo del Reina Sofía en un partido intensísimo, jugado al atardecer entre la lluvia, el viento y el barro, y en el que los blanquinegros tuvieron que darle la vuelta en dos ocasiones al marcador. Así, Unionistas consiguió por fin abrir hueco en la tabla clasificatoria con el que se llegó al parón navideño. 
La competición regresó con la novena jornada en la que Unionistas empató en Alba de Tormes a 1 tanto. Sin embargo, el primer partido oficial sin victoria no suponía castigo alguno para Unionistas ya que su principal rival, el Monterrey, perdió 2-1 en Los Cuernos, con lo que el hueco entre primero y segundo se abría a 4 puntos. En la décima jornada Unionistas derrotó 1-0 al Club Helmántico, lo que sumado al empate a cero en casa de Monterrey y Villamayor hacía que ya 6 puntos separaran a blanquinegros y amarillos. 
En la undécima jornada, con la que se cerraba la primera vuelta del campeonato, Unionistas derrotó por 0-3 al Villamayor. El Monterrey descansó, por lo que Unionistas cerró la jornada como campeón de invierno con 28 puntos, 9 más que los trastormesinos. En la duodécima jornada Unionistas descansó y el Monterrey recortó a 6 puntos la ventaja del equipo homenaje a la UDS tras vencer al Carbajosa B por 2-5. La decimotercera jornada fue aplazada debido a una huelga, por lo que la siguiente en disputarse fue la decimocuarta jornada. En ella, Unionistas goleó 0-4 al Hergar B en el campo denominado "Neme", mientras que el Helmántico pasó a ser el nuevo segundo clasificado tras derrotar al Carbajosa B y aprovechando un nuevo tropiezo del Monterrey. Siete puntos separaban al nuevo segundo de Unionistas. 
En la decimoquinta jornada, Unionistas derrotaba 2-0 al Pizarrales tras más de un mes sin pisar La Sindical, mientras que el Helmántico goleaba 5-0 al Hergar B y mantenía los 7 puntos de desventaja. En la decimosexta jornada, Unionistas derrotaba 1-3 al Cantalapiedra y, sumando la derrota del Helmántico por 2-1 en Pizarrales, la ventaja en la tabla se abría a 10 puntos. En la decimoséptima jornada ambos equipos mantuvieron las distancias, venciendo los blanquinegros por 1-0 al Guijuelo B y goleando el Helmántico por 6-0 al Cantalapiedra. En la decimoctava jornada, con la que se llegó al parón de Semana Santa, Unionistas empató a 0 en el Neme frente al Hergar y el Helmántico a 2 frente al Guijuelo B, con lo que se mantuvieron los 10 puntos de ventaja que prácticamente dejaban sentenciada la categoría. Unionistas sumaba, a falta de cinco jornadas para el final, 41 puntos.
Al volver de Semana Santa, en la decimonovena jornada, Unionistas tenía la primera oportunidad de conseguir matemáticamente el ascenso de categoría, y el campeonato provincial por consiguiente. Para ello debía ganar, o bien empatar y que el Helmántico no ganara. Perdiendo también conseguía el ascenso, siempre que el Helmántico perdiera igualmente. Tanto el Unionistas-Monterrey como el Helmántico-Hergar se jugaron en simultáneo, el domingo 12 de abril a las 17:00 horas, aunque no había obligación reglamentaria de ello porque quedaban cinco jornadas para el final. El Hergar se adelantaba en Los Cuernos en el minuto 8 de encuentro por mediación de Gerardo Villa, lo que sumado al gol de Manu González para Unionistas en el minuto 33 hacía que al descanso se llegara con marcadores muy favorables para los blanquinegros en ambos campos. Ya en la segunda parte, el Helmántico lograría la igualada, pero Unionistas amplió su ventaja y acabó ganando 3-0. Así, a las 19:00 horas, a falta de 4 jornadas para finalizar el campeonato, venció al Salamanca Monterrey proclamándose campeón matemático de la Provincial de Salamanca y logrando por tanto también el ascenso de categoría.
Tras el ascenso de Unionistas, la delegación provincial de la FCYLF decidió que la jornada 13.ª, que originalmente había sido aplazada para el jueves 23 de abril, se disputase el domingo 17 de mayo, a continuación de la 22ª y última jornada, ya que no afectaba deportivamente al ascenso de categoría. Asimismo, y por idéntico motivo, decidió no fijar horarios unificados para ninguna de las dos últimas jornadas ligueras. La competición continuó con la vigésima jornada, en la que Unionistas derrotó en La Sindical 4-0 al Alba de Tormes en un ambiente festivo. La vigesimoprimera jornada trajo consigo la única derrota en la temporada de Unionistas; 3-2 perdió frente al Helmántico en Los Cuernos. 
La temporada se cerró con la victoria 5-0 frente al Villamayor en la vigesimosegunda jornada, y con la disputa de las dos veces aplazada decimotercera jornada, en la que se goleó al Carbajosa B 11-0 en La Sindical como traca final de la fiesta vivida a lo largo de toda la temporada.
Tras finalizar la competición oficial a mediados del mes de mayo, el club decidió aprovechar el mes de junio para empezar a ojear jugadores que reforzaran la plantilla, con vistas a su posible fichaje durante el verano.

### Temporada 2015-16: traslado a Las Pistas
En la temporada 2015/16 debuta en Regional, colocándose rápidamente como líder de su grupo y manteniendo ese puesto durante todo el ejercicio. El objetivo de la entidad fue desde el primer momento el ascenso de categoría, hecho que solo se garantizaba consiguiendo el primer puesto del grupo. Por su parte, las cuatro últimas plazas del grupo eran de descenso directo a Provincial. Las posiciones intermedias eran de permanencia, salvo que por razones de arrastre o de competitividad con el otro grupo de Regional fuere necesario ascender o descender a más equipos.
Logra el ascenso a Tercera División con cinco jornadas de antelación al término de la liga, tras vencer al Onzonilla por 3-0 el 16 de abril de 2016 a las 20:15 horas, en partido correspondiente a la 29.ª jornada del campeonato de liga. Finaliza la competición siendo el mejor equipo de toda España de cuantos militan en Regional, y el mejor de la Regional de Castilla y León de los últimos veinte años.
En esta temporada, tras recibir la autorización necesaria del Ayuntamiento de Salamanca, el equipo pasa a jugar sus partidos como local en el Estadio Olímpico Javier Sotomayor, popularmente conocido como Las Pistas. Esta autorización obliga a jugar los partidos entre las 15:00 horas del sábado y las 15:00 horas del domingo (salvo en el caso de partidos aplazados, en día laborable o de jornada unificada) y, en todo caso, con luz natural, ya que el estadio no puede albergar eventos nocturnos. Ello obliga a programar todos los partidos el sábado a primera hora de la tarde o el domingo por la mañana. 
La primera jornada, Unionistas se impuso por 0-2 al Zamora B. El partido se disputó en el Ruta de la Plata, estadio del primer equipo, en vez de en los Anexos. Unionistas acabó la jornada cuarto, con los mismos puntos que el Navarrés, que era el que marcaba el ascenso. La ventaja con el Sur, que marcaba el descenso, era ya de tres puntos. En la segunda jornada, Unionistas entraba en zona de ascenso tras derrotar 6-0 en Las Pistas a la Veguellina. A pesar de ello, seguía empatado a puntos con el Simancas y el Rioseco. El descenso, que ahora marcaba la propia Veguellina, estaba ya a 5 puntos. En la tercera jornada, Unionistas empataba a 2 en León con el Ejido de León, pero con la victoria del Simancas 3-0 frente al Fresno, Unionistas pasaba a ser segundo. El ascenso quedaba ahora a 2 puntos, y la ventaja con el descenso, marcado por el Onzonilla, se reducía a apenas 4 puntos. En la cuarta jornada, Unionistas ganó 3-1 al Béjar Industrial. El ascenso, marcado por el Simancas, seguía a 2 puntos, mientras que la ventaja con el descenso, que ahora marcaba el propio Béjar Industrial, aumentaba hasta los 7 puntos.
En la quinta jornada, Unionistas empató a 3 tantos en casa frente al Sur. Este empate, además de hacerle bajar a la tercera plaza del grupo, aumentó hasta los 4 puntos la desventaja con el líder, y mantuvo los 7 puntos sobre el descenso, que marcaba ahora el propio Sur. En la sexta jornada, Unionistas derrotaba 0-4 en Laguna de Duero al club local, logrando ascender de nuevo a la segunda plaza. El Simancas, líder, seguía un punto por delante, mientras que el descenso marcado por el Béjar Industrial se alejaba hasta los 8 puntos. En la séptima jornada, Unionistas ganaba 2-0 al Peñaranda, y continuaba por tanto segundo tras el Simancas con un solo punto de desventaja. El descenso, marcado por el Navarrés ahora, se alejaba hasta los 10 puntos. En la octava jornada, Unionistas ganaba 1-4 en Mojados, continuando su persecución al Simancas, que también ganaba su partido y se mantenía primero. El descenso, de nuevo marcado por el Navarrés, ya estaba a 12 puntos. En la novena jornada, Unionistas goleó 7-1 al Fresno en Las Pistas y accedía al liderato del grupo, aprovechando la derrota por 1-0 del Simancas en Béjar, y abriendo ya una brecha de 2 puntos con el segundo, el propio Simancas. El descenso, ya a 15 puntos, marcado por el Carbajosa.
En la décima jornada, Unionistas empató a 2 en su visita al Rioseco, pese a lo cual mantuvo su ventaja de 2 puntos sobre el segundo, el Simancas. El descenso se mantenía a 15 puntos, marcado en esta ocasión por el Sur. En la undécima jornada, Unionistas derrotó 2-1 a La Virgen B, y el Simancas también ganó 0-5 al Navarrés, quedándose nuevamente segundo a 2 puntos. El descenso, ya muy lejano, 18 puntos por debajo, marcado por el Carbajosa. En la duodécima jornada, Unionistas derrotó 1-3 al Onzonilla, aumentando la ventaja sobre el segundo a 4 puntos tras el empate del Simancas en casa contra el Zamora B. El descenso, a 19 puntos, marcado por el Navarrés. En la decimotercera jornada, Unionistas derrotó 5-1 en Las Pistas al Carbajosa, aumentando la ventaja sobre el Simancas a 6 puntos. Ya ni se pensaba en el descenso, a 22 puntos, que seguía marcado por el Navarrés.
En la decimocuarta jornada, Unionistas derrotaba por 0-1 al Betis de Valladolid, manteniéndose primero con 6 puntos de ventaja sobre el Simancas. El descenso seguía a 22 puntos al vencer el Navarrés. En la decimoquinta jornada, Unionistas se enfrentaba al Simancas. Para este partido, la directiva decretó "día de ayuda al club", obligando a los socios normales a pasar por taquilla. Pese a todo, la entrada no fue excesivamente mala y el equipo derrotó 2-0 al Simancas, que ya se situaba a 9 puntos, proclamándose así campeón de invierno. El descenso, ahora ya a 23 puntos, los que tenía de desventaja el Peñaranda. En la decimosexta jornada, Unionistas derrotaba 0-1 al Navega en el Vicente del Bosque, consolidando sus 9 puntos de ventaja con el Zamora B, que pasaba a ser segundo. El descenso, lejísimos, a 26 puntos, marcado por el Peñaranda. Con esta situación se llega al parón navideño.
En la decimoséptima jornada, el club decide innovar fijando su primer partido en domingo por la mañana, consiguiendo una gran afluencia de público. El rival elegido es el Navarrés, con el que cierra la primera vuelta empatando a 3. Así, Unionistas cierra la primera vuelta con 43 puntos, 10 más que el Zamora B, que es segundo. El descenso, ya a 27 puntos, sigue marcado por el Peñaranda.

### Temporada 2016-17: debut en categoría nacional
En la temporada 2016/17 el equipo debuta en categoría nacional contra La Virgen del Camino, acabando con una victoria por 2-0 gracias a los goles de Óskar Martín y Álex González . En la segunda jornada, de manera similar a lo que ocurriera en las dos temporadas anteriores, Unionistas se colocó líder tras una goleada al Villaralbo. En esta campaña el equipo consiguió un récord de imbatilibidad al no caer derrotado durante 54 partidos oficiales consecutivos, una racha que fue truncada en la jornada 19 con la derrota ante la Gimnástica Segoviana por 2-0.
Finalmente acaba la temporada como tercer clasificado, lo que le dio derecho a disputar el play-off o fase de ascenso a 2ª División B. Su primer rival fue el Águilas FC murciano. En el partido de ida celebrado en Las Pistas el resultado es de 1-0 para Unionistas. En la vuelta, el conjunto salmantino consiguió un empate (1-1) que le clasificó para la siguiente ronda de la fase de ascenso a segunda B. En el sorteo, realizado el día 29 de mayo de 2017, Unionistas fue emparejado con el Olímpic de Xátiva. En la ida, Unionistas se impuso por 1-0 con gol de Cristo, pero en la vuelta fue vapuleado por 5-0 en Xátiva, terminando así el sueño del ascenso a la Segunda División B en esta temporada.18
El 29 de marzo de 2017, para evitar la coincidencia de las elecciones con la trascendental fase de ascenso a Segunda B que se presumía tendría que disputar el equipo, Tejedor disuelve la Junta Directiva y convoca elecciones anticipadas para el sábado 29 de abril siguiente. Un solo candidato a presidente concurre a las elecciones, Miguel Ángel Sandoval Herrero. Las elecciones no se celebran finalmente, y el 18 de abril, Tejedor hace el traspaso de poderes a Sandoval, que es investido presidente. Sandoval jura como nuevo presidente de Unionistas por un período de tres años.

## Primer mandato de Sandoval (18/04/2017-23/03/2020)

### Temporada 2017-18: el ascenso a tercera
Tras un inicio de temporada dubitativo, Unionistas se coloca líder al término de la jornada 13 gracias a la victoria por 4-0 al Becerril y la derrota del líder, el Real Ávila. Posteriormente, el equipo salmantino sale vencedor del enfrentamiento ante La Bañeza (0-2). En dicho encuentro, disputado el 12 de noviembre de 2017, Cristo se convierte en el máximo artillero de la historia del club, con 28 tantos. El posterior triunfo ante la SC Uxama aumenta la racha invicta de los charros a 10 partidos, sumando 28 de los últimos 30 puntos posibles.
El 26 de noviembre de 2017 se disputó el primer derbi entre el CF Salmantino y Unionistas CF en el estadio Helmántico (campo de la extinta Unión Deportiva Salamanca), con victoria para los locales de 1-0.
Finalmente, el 1 de mayo y a dos jornadas para el final de la liga regular, el club se proclamó matemáticamente Campeón del Grupo VIII de Tercera División tras vencer 1-5 al CD Becerril.
Tras caer derrotados en la "Ronda de Campeones" frente al Club Deportivo Don Benito (0-0 / 1-0), el club se enfrenta en la segunda ronda de eliminación a la Sociedad Deportiva Tarazona a la que vence en el global de la eliminatoria por 5-4, clasificándose de ese modo para la última ronda de la eliminatoria de ascenso, finalmente el club logra el ascenso a la Segunda División B el 23 de junio tras vencer 3-2 a la UD Socuéllamos (1-0 / 3-1).

### Temporada 2018-19: debut en la categoría de bronce
Tras el ascenso, el club despide a quien fuese su primer y único técnico hasta la fecha, Jorge «Astu» González, y anuncia la contratación de Roberto Aguirre, técnico con dilatada experiencia en la nueva categoría. Además, con el objetivo de lograr la permanencia, se refuerza el equipo con varios jugadores también con experiencia previa en Segunda B (e incluso en Segunda o Primera).
En esa misma temporada, a pesar de tener una humilde plantilla, un escaso presupuesto y un objetivo principal de salvaguardar la plaza en la división de bronce, logran hacer una buena primera vuelta, acabándola en la octava posición y a tan solo 4 puntos del play off, consiguiendo victorias tan importantes como contra la Ponferradina (1-0) en las Pistas del Helmántico frente a su público en el último minuto de partido (gol de Diego Hernández), siendo la Ponferradina hasta ese momento, el único equipo español invicto. Otros buenos partidos de esta temporada del equipo fueron el empate a uno en casa del colíder (Fuenlabrada) y el empate a cero en un histórico campo como Pasarón (Pontevedra). El equipo en la primera vuelta consigue un racha de 12 partidos invictos hasta perder en Vigo contra el Rápido de Bouzas por 4-1 tras el parón navideño.
La segunda vuelta continuó con un patrón de juego netamente defensivo, a pesar de todo, el equipo certificó el objetivo de la permanencia dos jornadas antes del final de liga. Además, contra todo pronóstico, logró en la última jornada adelantar al Coruxo CF en la clasificación, obteniendo de ese modo la novena plaza, que otorgaba el acceso a la Copa del Rey de la temporada 19/20, mejorando así las expectativas marcadas al inicio de la temporada.

### Temporada 2019-20: los largos viajes con hotel
En la temporada 19-20 el club queda encuadrado en el grupo 2 de la Segunda División B del fútbol español, grupo en el cual se encontró con los equipos vascos, navarros, riojanos y castellano y leoneses. El inicio no fue bueno y el 18 de octubre, la junta directiva decide prescindir de él para fichar dos días después a Jabi Luaces, entrenador con el cual Unionistas superó las dos primeras rondas de la copa del rey ante el Atlético Baleares (1-0) y Real Club Deportivo de la Coruña (0-0) (7-8 en penaltis). El 22 de enero el club charro jugó su partido más importante de su corta historia contra el Real Madrid, en dieciseisavos de final de la Copa del Rey. 
El 7 de marzo Unionistas goleaba al Osasuna B 4-0 en las Pistas, en lo que sería su último partido antes de que la federación suspendiera la temporada a causa de la pandemia COVID-19. En ese momento se encontraba en puestos de playoff.
El día 23 de marzo de 2020, la junta directiva convoca elecciones formando así la junta electoral, que las suspende en un plazo de 15 días por la pandemia (prorrogado el día 6 de abril). El 20 de abril del mismo año, se decide continuar con las elecciones para proclamar finalmente de nuevo a Miguel Ángel Sandoval presidente de Unionistas de Salamanca CF el 7 de mayo.

## Segundo mandato de Sandoval (07/05/2020-...)

### Temporada 2020-21: el traslado al Reina Sofía y las restricciones
El inicio de una temporada clave, debido a la reestructuración del futbol semi-profesional español, está marcado por la "mudanza" al nuevo Estadio Municipal Reina Sofía. Tras un inicio fulgurante, marcado por una gran solidez defensiva, el equipo se proclama campeón de invierno del subgrupo 1A con un total de 20 puntos en la clasificación. Esto, además, le convierte en el mejor equipo de todo el Grupo I y el tercer mejor clasificado de toda la Segunda B (sólo tras la UD Ibiza y el CD Badajoz).
Tras una segunda vuelta con resultados más discretos, Unionistas de Salamanca logra finalmente el ascenso a 1ª RFEF, finalizando la primera fase de la competición en segunda posición (empatado a 30 puntos con el primer y tercer clasificado).
Lejos de la presión inicial, el equipo disputó sus mejores partidos en la segunda vuelta llegando con opciones de jugar el playoff de ascenso a Segunda División en la última jornada, sueño que se desvaneció con la derrota frente al Real Valladolid Promesas (2-1) y la victoria del Zamora CF.